# Gabi Portilho
Gabrielle "Gabi" Jordão Portilho, född den 18 juli 1995 i Brasilia, är en brasiliansk fotbollsspelare.

## Karriär
Gabi Portilho inledde sin seniorkarriär i Esportiva Kindermann år 2013. Hon har även spelat för bland annat São José innan hon 2020 kontrakterades av Corinthians Paulista. 2025 värvades hon av Gotham FC för spel i National Women's Soccer League. Hon debuterade i Brasiliens damlandslag år 2022, och ingick i det lag som vid olympiska sommarspelen 2024 i Paris tog silver efter att ha förlorat finalen mot USA.